# ZP Theart

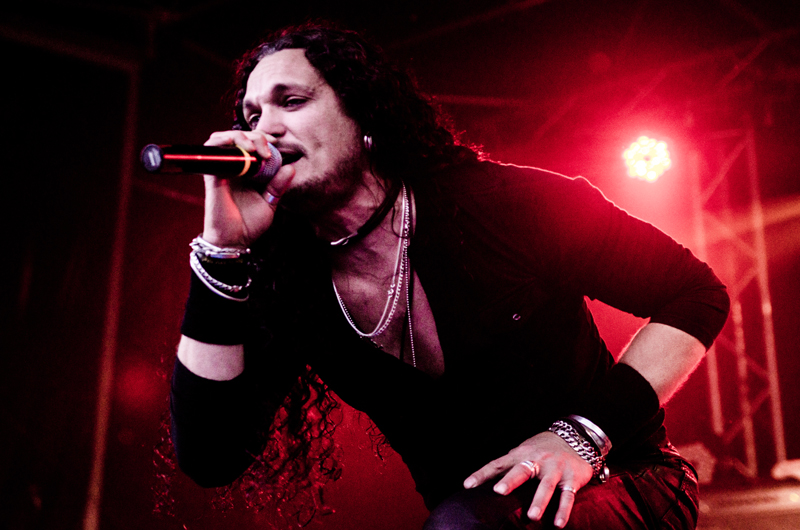
ZP Theart (2014)

ZP De Villiers Theart (* 27. Mai 1975 in Clanwilliam, Western Cape) ist ein südafrikanischer Rock- und Metal-Sänger, der vor allem für seine Tätigkeit für DragonForce und Skid Row bekannt wurde.

## Werdegang

### Kindheit und Jugend
ZP Theart wuchs in Hazyview in Eastern Transvaal (jetzt Mpumalanga-Provinz) auf einer Bananen- und Lycheefarm auf, wo er von seiner Mutter großgezogen wurde. Er wuchs mit der Musik der 1980er-Jahre auf und begann bereits früh mit dem Singen. In der Folge entdeckte er Rock und Metal für sich, etwa mit Bands wie Mötley Crüe, Def Leppard, Iron Maiden, Metallica und Skid Row. Er spielte und sang bereits früh in mehreren Bands, etwa in Pretoria in einer Band namens Santaria sowie später in den späten 1990ern einer Rockband namens Easy Voodoo.

### DragonForce

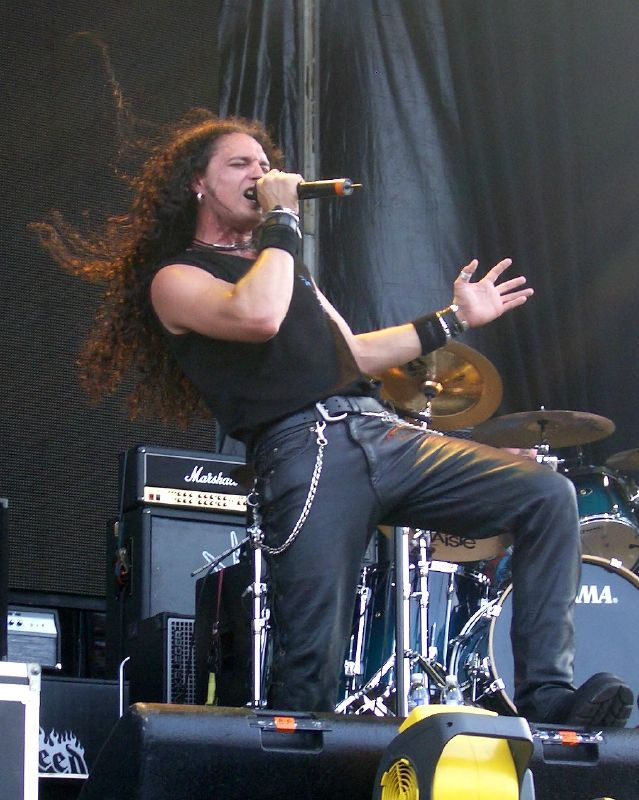
ZP Theart mit DragonForce beim Ozzfest 2006

Ende 1999 begann ZP Theart Annoncen zu schalten, auf die sich die vorherigen Demoniac-Gitarristen Herman Li und Sam Totman meldeten. Zusammen gründeten sie DragonHeart, wobei der Name später in DragonForce geändert wurde. Im Jahr 2000 nahmen sie ein Demo auf und sodann das Album Valley of the Damned im Jahr 2003 bei Noise Records. Im folgenden Jahr wurde das Folgealbum Sonic Firestorm herausgebracht und eine Tour folgte.
2005 unterschrieb die Band bei Roadrunner Records. 2006 brachte die Gruppe Inhuman Rampage heraus. 2008 folgte Ultra Beatdown, das vierte und letzte Album Thearts mit DragonForce, gefolgt von einer weiteren Tour 2009. Ende 2010 verließ Theart die Band wegen „unüberbrückbarer musikalischer Differenzen“. Er gab an, die Entscheidung nicht bereut zu haben.

### Tank
Zunächst wurde ZP Theart dann Toursänger für Tank, 2013 wurde er festes Mitglied. Er begann bereits 2015 im Studio am Album Valley of Tears zu arbeiten, wurde jedoch dann durch David Readman ersetzt, nachdem sein Engagement für Skid Row bekannt wurde.

### Skid Row
Am 13. Februar 2016 sang Theart erstmals für Skid Row. Die Touraktivitäten setzten sich im Jahr 2016 fort, und am 14. Januar 2017 wurde er als ihr offizieller Leadsänger vorgestellt. Im März 2022 stellte die Gruppe jedoch Erik Grönwall als neuen Sänger vor, dem ZP Theart weichen musste.

### I Am I
Bereits nachdem er DragonForce verlassen hatte, gründete ZP Theart seine Band I Am I. Die Band veröffentlichte ein Album, Event Horizon.

## Diskografie

### DragonForce
- Valley of the Damned (2003)
- Sonic Firestorm (2004)
- Inhuman Rampage (2006)
- Ultra Beatdown (2008)
- Twilight Dementia (2010)
- Killer Elite: the Hits, the Highs, the Vids (2016)

### I AM I
- Event Horizon (2012)
- You're the Voice (2012) (single)
- See You Again (2013) (single)

### Pentakill
- Smite and Ignite (2015) (Tracks „Deathfire Grasp“ and „Last Whisper“)

### Tank
- Valley of Tears (2015)